# Cayetana Guillén Cuervo
Cayetana Guillén Cuervo (Madrid, 13 giugno 1969) è un'attrice e conduttrice televisiva spagnola.

## Biografia
È figlia d'arte: suo padre era l'attore Fernando Guillén, sua madre l'attrice Gemma Cuervo. È quindi sorella del regista, attore e sceneggiatore Fernando Guillén Cuervo.
Inizia a recitare negli anni '80, debuttato nella serie televisiva Segunda enseñanza nel 1986. 
Nel 1998 debutta come conduttrice televisiva sul canale Televisión Española.
Nel 1999 riceve la candidatura al Premio Goya nella categoria "miglior attrice protagonista" e vince il premio del Círculo de Escritores Cinematográficos per la sua interpretazione nel film El abuelo.
Negli anni 2000 e 2010 è attiva come conduttrice TV, attrice e giornalista.
Nel 2016 partecipa alla versione spagnola di MasterChef Celebrity.

## Filmografia parziale

### Cinema
- Don Juan en los infiernos, regia di Gonzalo Suárez (1991)
- Amo tu cama rica, regia di Emilio Martínez Lázaro (1992)
- La marrana, regia di José Luis Cuerda (1992)
- Los hombres siempre mienten, regia di Antonio del Real (1995)
- Historias del Kronen, regia di Montxo Armendáriz (1995)
- Más que amor, frenesí, registi vari (1996)
- La herida luminosa, regia di José Luis Garci (1997)
- Hazlo por mí, regia di Ángel Fernández Santos (1997)
- El abuelo, regia di José Luis Garci (1998)
- Amor idiota, regia di Ventura Pons (2004)
- Una pistola en cada mano, regia di Cesc Gay (2012)
- El crack cero, regia di José Luis Garci (2019)
- El secreto de Ibosim, regia di Miguel Ángel Tobías (2020)

### Televisione
- Colegio mayor - serie TV, 15 episodi (1994)
- Historias de la puta mili - serie TV, 13 episodi (1994)
- Yo, una mujer - serie TV, 13 episodi (1996)
- Raquel busca su sitio - serie TV, 25 episodi (2000)
- Lobos - serie TV, 9 episodi (2005)
- Amar en tiempos revueltos - serie TV, 149 episodi (2009-2011)
- El ministerio del tiempo - serie TV, 43 episodi (2015-2020)
- Machos alfa - serie TV, 8 episodi (2024)

## Programmi televisivi
Lista parziale.
- Días de cine - 74 episodi (2008-2018)
- Cena con mamá - 10 episodi (2019)
- Telepasión española - 6 episodi (2016-2021)
- ¡Atención obras! - 396 episodi (2013-in corso)
- Versión española - 941 episodi (1998-in corso)

## Premi
- Medallas del Círculo de Escritores Cinematográficos
  - 1999: "Mejor Actriz" (El abuelo)
- Miami Film Festival
  - 2013: "Grand Jury Prize - Best Performance" (Una pistola en cada mano) - collettivo
- Mostra de València-Cinema del Mediterrani
  - 1997: "Best Actress" (Hazlo por mí)
- Zapping Awards
  - 2020: "Millor presentador/a" (Versión española)